# ناتشو (لاعب كرة قدم، مواليد 1989)
خوسي ايغناسيو مارتينيز غارسيا (بالإسبانية: José Ignacio Martínez García)‏ (7 مارس 1989 بمدريد في إسبانيا - ) هو لاعب كرة قدم إسباني في مركز الدفاع. لعب مع خيتافي ب ورايو فايكانو ب ورايو فايكانو ونادي خيتافي وMéxico FC (Spain) ‏ وأوساسونا ب.

## وصلات خارجية
- خوسي ايغناسيو مارتينيز غارسيا على موقع قاعدة بيانات كرة القدم.إي يو (الإنجليزية)
- خوسي ايغناسيو مارتينيز غارسيا على موقع Soccerbase.com (لاعب) (الإنجليزية)
- خوسي ايغناسيو مارتينيز غارسيا على موقع Soccerway.com (الإنجليزية)
- خوسي ايغناسيو مارتينيز غارسيا على موقع AS.com (الإسبانية)